# Шеннон Вудворд
Шеннон Марі Вудворд (англ. Shannon Marie Woodward; нар. 17 грудня 1984, Фенікс, США) — американська акторка. Найбільшу популярність здобула завдяки ролі Сабріни Коллінз у комедійному телесеріалі «Виховуючи Гоуп» на телеканалі FOX (2010—2014), Елсі Гьюз у науково-фантастичному телесеріалі «Край „Дикий Захід“» на каналі HBO (2016—2018), а також ролі Ді Ді Мелл в серіалі The Riches (2007—2008).

## Життєпис
Шеннон Мері Вудворд народилася 17 грудня 1984 року в Фініксі, штат Аризона у США. У дитинстві разом з батьками переїхала до Флориди, де закінчила середню школу. Вже в сім років почала зніматися в кіно — у телесеріалі «Кларісса» каналу «Nickelodeon». У 2008 році Шеннон знялася в кліпі Кеті Перрі «Hot n Cold». З 2010 по 2014 роки вона знімалася в телесеріалі «Виховуючи Хоуп».
У 2017 році Шеннон Вудворд була номінована на Премію Гільдії кіноакторів США» в категорії «Найкращий акторський склад у драматичному серіалі» за роль в серіалі «Край "Дикий Захд».
У квітні 2017 року була відібрана до акторського складу на роль Діни, романтичної партнерки головної героїні Еллі, для гри The Last of Us Part II.

## Фільмографія
| Рік         |     | Українська назва                    | Оригінальна назва                    | Роль                       |
| ----------- | --- | ----------------------------------- | ------------------------------------ | -------------------------- |
| 1991—1994   | с   | Кларісса                            | Clarissa Explains It All             | Міссі                      |
| 1995        | тф  | Зустріч родини                      | Family Reunion: A Relative Nightmare | Лейг Дулі                  |
| 1996        | тф  | Торнадо                             | Tornado                              | Люсі                       |
| 1997        | тф  | Справжні жінки                      | True Women                           | юна Черокі Вудс            |
| 2000        | с   | Шоу Дрю Кері                        | The Drew Carey Show                  | дівчина в кафетерії        |
| 2001        | с   | Розслідування Джордан               | Crossing Jordan                      | Люсі                       |
| 2001        | с   | Малкольм у центрі уваги             | Malcolm in the Middle                | Теммі                      |
| 2001 — 2002 | с   | Основа для життя                    | Grounded for Life                    | Христина                   |
| 2002        | с   |                                     | Greetings from Tucson                | Кріссі                     |
| 2003        | с   | Без сліду                           | Without a Trace                      | Вікі Джонсон               |
| 2003        | с   | Бостонська школа                    | Boston Public                        | Еллісон / Маріанна Керр    |
| 2004        | с   | Медичне розслідування               | Medical Investigation                | Даніелла Джонсон           |
| 2005        | с   | П'ятнашки                           | Quintuplets                          | Бейлі                      |
| 2005        | ф   | Крутий і курчата                    | Man of the House                     | Емма Шарп                  |
| 2005        | ф   | Душа тиші                           | The Quiet                            | Фіона                      |
| 2006        | с   | Детектив Раш                        | Cold Case                            | Рахель Монтеро в 1994 році |
| 2007        | с   | Ясновидець                          | Psych                                | Елліс Банді                |
| 2007        | ф   |                                     | Sunny & Share Love You               | дівчина на вулиці          |
| 2007        | ф   | Месники                             | The Comebacks                        | Емілі                      |
| 2007        | с   | Закон і порядок: Спеціальний корпус | Law & Order: Special Victims Unit    | Сесілія Страйер            |
| 2007 — 2008 | с   | Багаті                              | The Riches                           | Ді Ді Меллі                |
| 2008        | ф   | Привиди Моллі Хартлі                | The Haunting of Molly Hartley        | Ліа                        |
| 2009        | тф  | Світло рампи                        | Limelight                            | Зоє Грін                   |
| 2009        | ф   | Короткий шлях                       | The Shortcut                         | Ліза                       |
| 2009        | с   | Мислити як злочинець                | Criminal Minds                       | Лінда                      |
| 2009        | с   | Швидка допомога                     | ER                                   | Келлі Таггарт              |
| 2010        | ф   | Подруга                             | Girlfriend                           | Кенді                      |
| 2010 — 2014 | с   | Виховуючи Хоуп                      | Raising Hope                         | Сабріна Коллінз            |
| 2012        | док | Кеті Перрі: Частинка мене           | Katy Perry: Part of Me               | найкраща подруга, камео    |
| 2013        | ф   | Дорослий світ                       | Adult World                          | Кенденс                    |
| 2014        | ф   | Голі перці                          | Search Party                         | Трейсі                     |
| 2015        | ф   |                                     | The Breakup Girl                     | Клер Бейкер                |
| 2016 — 2018 | с   | Край «Дикий Захід»                  | Westworld                            | Елсі Гьюз                  |
| 2016        | ф   | Вуаль                               | The Veil                             | Джилл                      |
| 2017        | ф   | Бачили ніч                          | All Nighter                          | Лоїс                       |
| 2017        | с   | Гостьова книга                      | The Guest Book                       | Марла                      |
| 2018        | с   | Портланд                            | Portlandia                           | Шеннон                     |
| 2018        | с   | П'яна історія                       | Drunk History                        | Іда Тарбелл                |
| 2019        | ф   | Ода до радості                      | Ode to Joy                           | Ліза                       |
| 2020        | вг  | Останні з нас: Частина II           | The Last of Us Part II               | Діна                       |
| 2025        | ф   | Заповіт Енн Лі                      | The Testament of Ann Lee             |                            |